# Konské (Niżne Tatry)
Konské (1875 m) – szczyt w Tatrach Niżnych na Słowacji. Znajduje się w ich głównym grzbiecie, pomiędzy Chopokiem (2024 m), a Przełęczą Demianowską (Demänovské sedlo) (1756 m). Wierzchołek jest skalisto-trawiasty. Na południową stronę, do Doliny Bystrej (Bystrá dolina) opada łagodnym  i trawiastym stokiem, w północnym kierunku odchodzi od niego boczny grzbiet dzielący górną część Doliny Szerokiej (Široká dolina) na dwie części; po zachodniej stronie jest to Luková dolina, po wschodniej główny ciąg Doliny Szerokiej.
Południowymi stokami  Konské, omijając jego wierzchołek prowadzi czerwono znakowany, magistralny szlak turystyczny (tzw. Cesta hrdinov SNP).